# Вугор бенгальський
Вугор бенгальський (Anguilla bengalensis) — вид вугроподібних риб родини вугрових (Anguillidae). Вид поширений у річках Південної Азії та Східної Африки. Має тіло до 1,2 м завдовжки та вагою до 7 кг.

## Підвиди
- Anguilla bengalensis bengalensis, інколи називають «вугор строкатий індійський».[2]
- Anguilla bengalensis labiata, інколи називають «вугор плямистий африканський».[3]

## Поширення
Цей вид живе у річках та озерах в Східній Африці, Мадагаскарі, Пакистані, Шрі-Ланці, на сході Індії (включаючи Андаманські острови), Бангладеш, Непалі, М'янмі, Таїланді, Малайзії та на Суматрі. Вугри проводять більшу частину свого життя в прісній воді на глибині 3-10 метрів, але для розмноження мігрують в Індійський океан.